# 臼井勝美
臼井 勝美（うすい かつみ、1924年11月4日 - 2021年9月24日）は、日本の歴史学者、筑波大学名誉教授。専攻は日本近代史。近代日中関係史。

## 人物
栃木県出身。大正から昭和前期における日中関係史研究の重鎮。外務省では栗原健の指導の下、外交文書の編纂に従事。転出後も『日本外交文書』編纂委員を務める。1990年には、NHKと共に張学良とのインタビューを行った。

## 略歴
- 1948年 京都大学文学部史学科卒業
- 1949年 外務省入省（外務事務官）
- 1965年 電気通信大学助教授
- 1968年 九州大学文学部助教授
- 1975年 筑波大学教授
- 1988年 筑波大学名誉教授、桜美林大学教授
- 1995年 桜美林大学を退職

## 著書

### 単著
- 『日中戦争 和平か戦線拡大か』（中央公論社 [中公新書]、1967年）
- 『日中外交史 北伐の時代』（塙書房［塙新書］、1971年）
- 『日本と中国 大正時代』（原書房［近代日本外交史叢書］、1972年）
- 『満州事変 戦争と外交と』（中央公論社［中公新書］、1974年／講談社学術文庫、2020年9月）
- 『中国をめぐる近代日本の外交』（筑摩書房、1983年）
- 『満洲国と国際連盟』（吉川弘文館、1995年）ISBN　9784642074605
- 『日中外交史研究 昭和前期』（吉川弘文館、1998年）オンデマンド版　2024年　ISBN　	9784642736848
- 『日中外交年表草稿 1905-1945』（クレス出版、1998年）
- 『新版 日中戦争 和平か戦線拡大か』（中央公論社 [中公新書]、2000年）旧版の全面改稿版

### 共著
- （井上幸治）『図説日本の歴史16　大正新帝国の登場』（集英社、1976年）
- （高村直助・鳥海靖・由井正臣）『日本近現代人名辞典』（吉川弘文館、2001年）
- （NHK取材班）『張学良の昭和史最後の証言』（角川書店、1991年、角川文庫、1995年）

### 編纂史料
- （稲葉正夫）『現代史資料38 太平洋戦争四』（みすず書房、1982年）
- （稲葉正夫）『現代史資料9 日中戦争二』（みすず書房、1978年）
- 『現代史資料13 日中戦争五』（みすず書房、1978年）、のち各・オンデマンド版
- （大久保利謙・今井庄次・牛山敬二・由井正臣）『近代史史料』（吉川弘文館、1965年）
- （栗原健）『日本外交年表並主要文書』（上・下、外務省史料室、1955年、原書房［明治百年史叢書］）